# 6 Batalion Logistyczny

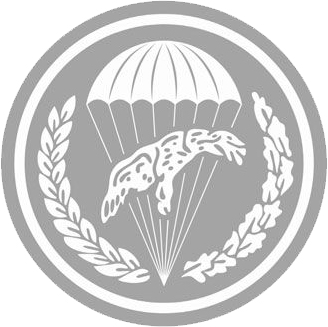
Oznaka rozpoznawcza

6 Batalion Logistyczny im. gen. dyw. Ignacego Prądzyńskiego (6 blog) – pododdział logistyczny Sił Zbrojnych RP.
Batalion został sformowany w 1999 roku, w składzie 6 Brygady Desantowo-Szturmowej. Jednostka stacjonowała w garnizonie Kraków, w koszarach przy ulicy Głowackiego. W skład batalionu zostały włączone samodzielne dotąd pododdziały brygady: 6 kompania zaopatrzenia i 6 kompania remontowa. Batalion osiągnął gotowość bojową z dniem 1 stycznia 2000 roku.
31 grudnia 2001 roku jednostka została rozformowana.
W 2011 roku po raz drugi rozpoczęto formowanie 6 Batalionu Logistycznego. W skład batalionu zostały włączone samodzielne dotąd pododdziały brygady: 6 kompania zaopatrzenia i 6 kompania remontowa oraz kompania zabezpieczenia desantowania ze składu 6 Batalionu Dowodzenia. Jednostka osiągnęła gotowość bojową 1 stycznia 2012 roku.

## Tradycje
Z dniem 25 kwietnia 2001 roku batalion przyjął imię gen. dyw. Ignacego Prądzyńskiego.
23 czerwca 2001 roku dowódca Korpusu Powietrzno-Zmechanizowanego, gen. dyw. Mieczysław Stachowiak wręczył dowódcy batalionu, ppłk. Jerzemu Leniowi sztandar ufundowany przez Społeczny Komitet Fundatorów Sztandaru oraz Związek Spadochroniarzy Polskich. 19 grudnia 2001 roku odbyła się ceremonia pożegnania sztandaru.
Decyzją Ministra Obrony Narodowej nr 122/MON z 25 kwietnia 2012 wprowadzono oznakę rozpoznawczą jednostki.
Decyzją Ministra Obrony Narodowej nr 130/MON z 23 czerwca 2017 wprowadzono odznakę pamiątkową jednostki.

## Dowódcy batalionu
- ppłk Jerzy Leń (2001)
- ppłk Grzegorz Pradel (od 16 sierpnia 2011 do 7 września 2018)
- ppłk Grzegorz Pałasz (od 7 września 2018 do 30 czerwca 2021)
- ppłk Damian Gwizdal (od 1 lipca 2021 do 31 lipca 2024)
- ppłk Jarosław Turkowski (od 14 października 2024)

## Struktura organizacyjna 6 blog
w 2011
- dowództwo
- sztab
- pluton dowodzenia
- zespół zabezpieczenia medycznego
- kompania zaopatrzenia
- kompania remontowa
- kompania zabezpieczenia desantowania
- kompania ochrony